# Ego Fakilo
Ego Fakilo es el documento más antiguo que se conserva de la Edad Media de la península ibérica y perteneciente al Reino de Asturias. Se conserva en la Catedral de San Salvador de Oviedo.

## Historia
Su datación es del 8 de julio del año 803. Se trata de un documento que llegó en fecha desconocida a las dependencias del templo Ovetense y recoge la donación de una gran extensión de propiedades por parte de una rica terrateniente para la creación del monasterio de Santa María de Libardón, en el actual concejo de Colunga.
Es el primer original que se conserva de la Monarquía asturiana. Realizada una comparación de fechas con los textos primitivos de la Corona de Aragón y del Reino de Pamplona se ha confirmado como el más antiguo de las organizaciones políticas que conformaban el actual territorio nacional.
Está escrito con tinta conseguida a base de óxido de hierro u hollín sobre un pergamino, probablemente de piel de cordero, que tiene unas dimensiones de 45,5 por 27 centímetros. El escriba encargado de plasmar el texto es Vilimerio, que emplea un latín alejado de los cánones clásicos y una letra de tipo visigótico cursivo.
El documento da fe de la donación al abad Pedro y a otros monjes de una quinta parte de las tierras que Fakilo había recibido de una herencia compartida con otros herederos en Fano y Colunga, en Camoca y en Primés (Villaviciosa), en Lué, también en Colunga y en Liuana (posiblemente en el concejo de Piloña).  con el objetivo de que obtengan réditos económicos mediante su explotación agrícola para fundar y mantener el monasterio de Santa María de Libardón.
El texto específica que se entregan villas, bosques, viñas y manzanos .